# داروناویر
داروناویر (انگلیسی: Darunavir) با نام تجاری پرزیستا فروخته می‌شود، یک داروی ضد ویروس برای درمان اچ‌آی‌وی/ایدز و پیشگیری از ایدز است. معمولاً توصیه می‌گردد که مصرف این دارو به‌همراه داروی‌های ضد ویروس دیگر باشد. عموماً این دارو در کنار دوز اندکی از ریتوناویر یا کوبیسیستات تجویز می‌شود تا سطح خونی داروناویر را بالا ببرند. از این دارو برای پیشگیری از ایدز پس از فرورفتن سوزن یا سرنگ آلوده به ویروس به بدن (نیدل‌استیک) می‌توان استفاده کرد. این دارو خوراکی است و یک یا دو بار در روز مصرف می‌شود.
عوارض جانبی شایع شامل اسهال، تهوع، درد شکمی، سردرد و راش است. عوارض شدید نیز شامل واکنش‌های آلرژیک، مشکلات کبدی و راش‌های پوستی نظیر «نکرولیز اپیدرمی سمی» است. با آنکه مطالعات جامعی در دوران بارداری انجام نشده، اما احتمالاً برای جنین بی‌خطر است.
این دارو متعلق به خانوادهٔ بازدارنده‌های پروتئاز است که پروتئاز اچ‌آی‌وی را مهار می‌کند.
داروناویر برای مصارف پزشکی در سال ۲۰۰۶ در ایالات متحده آمریکا تأیید شد و در فهرست داروهای ضروری سازمان جهانی بهداشت قرار گرفت که بی خطرترین و مؤثرین داروهای نظام سلامت محسوب می‌شوند. قیمت عمده‌فروشی این دارو در کشورهای در حال توسعه حدود ۶۶ دلار در ماه است. در ایالات متحده آمریکا هزینهٔ این دارو بالغ بر ۲۰۰ دلار در ماه است. ترکیب دارویی داروناویر/کوبیسیستات نیز به صورت یک قرص واحد در دسترس است.

## مصارف پزشکی
داروناویر توسط «دفتر پژوهش ایدز»، بدون در نطر گرفتن سابقهٔ پیشین درمان پیشین اچ‌آی‌وی/ایدز، برای درمان بالغین و نوجوانان مبتلا به این بیماری توصیه می‌شود. در یک مطالعه بر روی بیمارانی که هرگز درمان ایدز دریافت نکرده بودند، این دارو به اندازهٔ لوپیناویر/ریتوناویر در ۹۶ هفته با دوز یکبار در روز، مؤثر بود. این دارو در ۲۱ اکتبر ۲۰۰۸ توسط سازمان غذا و داروی آمریکا برای درمان کسانی که قبلاً درمان ایدز نشده‌اند، مورد تایید واقع شد. همچون سایر داروهای درمان اچ‌آی‌وی/ایدز، داروناویر هم درمان قطعی این بیماری نیست.

## تداخلات دارویی
داروناویر با برخی داروهای رایج که توسط مبتلایان به ایدز مصرف می‌شود، تداخل اثر دارد که از آن میان می‌توان به داروهای ضد رتروویروس‌ها، مهارکننده‌های پروتون پمپ و آنتگونیست‌های H2 (مثل سایمتیدین) اشاره کرد. گل راعی اثربخشی داروناویر را از طریق افزایش تجزیهٔ آن در کبد توسط آنزیم CYP3A کاهش می‌دهد.